# Мартин Костадинов (футболист, р. 1996 г.)
Мартин Костадинов (роден на 13 май 1996 г. във Варна) e български футболист, защитник. Играе за Фратрия (Варна). Основната му позиция е ляв бек.
Костадинов е бивш младежки национал с 11 мача за селекцията на България до 21 г.

## Биография
Родом от Варна, Костадинов преминава през всички възрастови групи в школата на Черно море. Дебютира за първия отбор на 17-годишна възраст под ръководството на треньора Георги Иванов – Гонзо. Това се случва на 9 март 2014 г. при победа с 4:0 като гост срещу Любимец в мач от А група. Бележи първия си гол в мач от Купата на България срещу Вихър (Строево) на 27 октомври 2015 г., който „моряците“ печелят с 5:0. От сезон 2016/17 започва да намира по-често място в състава. Избран от феновете на клуба за "Най-добър футболист на Черно море" за 2017 г. През февруари 2018 г. е определен и за "Футболист №1 на Варна за 2017 г." Общо за Черно море записва 51 мача с 1 гол в първенството, както и 4 мача с 1 гол за купата.
През юли 2019 г. е преотстъпен в Дунав (Русе). Основен играч в състава на русенци през есенния полусезон на 2019/20. Записва 16 мача в А група.
През януари 2020 г. е трансфериран от Черно море в Арда (Кърджали), като сумата по трансфера не е оповестена официално. До края на сезона изиграва 6 мача за Арда в шампионата.